# Vattenfall (Deutschland)
Die Vattenfall GmbH (zuvor Vattenfall Europe) mit Sitz in Berlin ist ein einhundertprozentiges Tochterunternehmen des staatlichen schwedischen Energiekonzerns Vattenfall AB.

## Geschichte
Seit 1996 ist das schwedische Unternehmen international tätig. Nach der Deregulierung im Bereich der elektrischen Stromversorgung in Deutschland wurden 1999 zunächst 25,1 Prozent der Anteile an den Hamburgischen Elektrizitäts-Werken (HEW) erworben. 2001 wurde Vattenfall Mehrheitseigner der HEW.
Die aktuelle Vattenfall GmbH ging 2002 aus der Fusion der HEW und der Vereinigte Energiewerke AG (VEAG) sowie dem Bergbauunternehmen Lausitzer Braunkohle AG hervor, zu der Anfang 2003 die Berliner Bewag hinzu kam. Mit der Fusion ist mit Vattenfall (nach E.ON, RWE und EnBW) der derzeit viertgrößte deutsche Stromkonzern (Stand 2012) entstanden. Die Marken HEW und Bewag wurden nach der Fusion zunächst beibehalten. Seit Januar 2006 tritt Vattenfall in ganz Deutschland unter der einheitlichen Marke Vattenfall auf. 2006 wurde auf der Hauptversammlung der Ausschluss von Minderheitsaktionären mittels eines Squeeze-out beschlossen. Die Übertragung der Aktien von Minderheitsaktionären der damals unter Vattenfall Europe firmierenden Gesellschaft an den schwedischen Mutterkonzern wurde mit dem Eintrag in das Handelsregister Berlin am 21. April 2008 beendet und die Börsennotierung des Konzerns damit eingestellt.
Aus wettbewerbspolitischen Gründen verkaufte Vattenfall im März 2010 den eigenen Übertragungsnetzbetreiber 50Hertz Transmission an den belgischen Netzbetreiber Elia und den australischen Infrastrukturfonds Industry Funds Management (IFM).
Am 17. September 2012 wurde die deutsche Holding-Gesellschaft Vattenfall Europe AG auf die Vattenfall GmbH umfirmiert.

### Bestrebungen zur Rekommunalisierung der Energienetze
Vattenfall war in Kassel, Hamburg und Berlin mit den regionalen Tochterunternehmen Betreiber der Strom- und Fernwärmenetze. In Berlin besaß Vattenfall außerdem einen 30-Prozent-Anteil an der Gasag.
Im Dezember 2010 gab Vattenfall den Verkauf seines 24,9-Prozent-Anteil an den Städtischen Werken Kassel an den regionalen Energieversorger Thüga bekannt.
Die Hamburger Regierungskoalition strebte im Mai 2009 an, beim Auslaufen der derzeit bestehenden Konzessionsverträge im Jahr 2014 die Energienetze (Strom, Gas, Fernwärme) durch Rückkauf von Vattenfall zu rekommunalisieren. Im November 2012 erwarb der amtierende SPD-Senat von Vattenfall eine Beteiligung von 25,1 % am Stromnetz und am Fernwärmegeschäft (sowie am Gasnetz, das von E.ON betrieben wird); davon versprach sich der Senat einen maßgeblichen Einfluss auf die Unternehmenspolitik von Vattenfall. Dennoch forderte die Initiative „Unser Hamburg - Unser Netz“ weiterhin die Gründung eines Stadtwerks mit eigenen Energienetzen. Ein Volksentscheid dazu erfolgte parallel zur Bundestagswahl im September 2013; dabei kam es zu einer knappen Mehrheit für eine Übernahme der Netze durch eine städtische Gesellschaft. Im Februar 2014 ging der 74,9-%-Anteil Vattenfalls an der Stromnetz Hamburg GmbH an die HGV Hamburger Gesellschaft für Vermögens- und Beteiligungsmanagement mbH. 2019 wurde mit dem Rückkauf der restlichen 74,9-%-Anteile der Vattenfall Fernwärme GmbH das Fernwärmenetz übernommen. Ebenfalls 2019 trennte sich Vattenfall von seiner Mehrheitsbeteiligung (55 Prozent) an der Müllverwertungsanlage Rugenberger Damm (MVR) im Hamburger Hafen, diese überhahm die bereits die restlichen Anteile besitzende Stadtreinigung Hamburg (SRH).
In Berlin bemühte sich die Initiative Berliner Energietisch um die Rekommunalisierung des Stromnetzes und den Aufbau eines Stadtwerkes, das ökologischen und sozialen Kriterien folgen sollte. Im Juli 2012 wurde mit 30.660 gültigen Unterschriften ein Antrag auf Einleitung eines Volksbegehrens gestellt. Nachdem das Volksbegehren im Juni ausreichende Unterschriften gesammelt hatte, kam es am 3. November 2013 zum Volksentscheid über die Rekommunalisierung der Berliner Energieversorgung, die jedoch vom Berliner Senat in seiner Stellungnahme abgelehnt wurde. Der Gesetzentwurf scheiterte, da das Quorum von 25 % aller Stimmberechtigten mit 24,1 % verfehlt wurde. Im Rahmen der Rekommunalisierung des Berliner Stromübertragungsnetzes wurde die Stromnetz Berlin GmbH von Vattenfall im Juli 2021 an die Stadt Berlin verkauft.
Am 2. Mai 2024 hat Vattenfall alle Anteile an der Vattenfall Wärme Berlin AG inklusive der Kraftwerke, Netze, Tochtergesellschaften, Beschäftigten und Beteiligungen an das Land Berlin übertragen.

### Klage gegen den Atomausstieg
2016 verklagte das Unternehmen vor dem ICSID die Bundesrepublik Deutschland auf 5 Milliarden Euro Schadensersatz wegen der Abschaltung der Kernkraftwerke nach der Nuklearkatastrophe von Fukushima.
2018 betrug die geforderte Summe noch 4,4 Milliarden Euro. Das Verfahren geriet ins Stocken, als die Bundesregierung im November 2018 die Absetzung des Schiedsgerichts beantragte. Nach einem Vergleich und einer Entschädigung für Vattenfall in Milliardenhöhe hat das Schiedsgericht das Schiedsverfahren am 9. November 2021 förmlich beendet.

## Unternehmensdaten
Stand 2020 beschäftigte Vattenfall in Deutschland insgesamt 5753 Mitarbeiter. Bei einem Umsatz von 7,61 Mrd. Euro (77,318 Mrd. SEK) erwirtschaftete Vattenfall in Deutschland einen Gewinn vor Zinsen und Steuern (EBIT) von −268 Millionen Euro (−2,72 Mrd. SEK), der sich hauptsächlich durch die vorzeitige Außerbetriebnahme des Kraftwerks Moorburg und der damit verbundenen außerplanmäßigen Abschreibung ergab. Vattenfall betreibt in Deutschland Energieerzeugungsanlagen (installierte Leistung) in den Bereichen Wasserkraft (2.807 MW), Steinkohle (2.296 MW, inkl. Kraftwerk Moorburg), Gas (1.556 MW), Wind (588 MW), Biomasse und Müll (52 MW) und andere (21 MW). Vattenfall beliefert in Deutschland ca. 3,5 Millionen Kunden mit Strom und etwa 600.000 Kunden mit Gas.
Die Geschäftsführung der Vattenfall GmbH bestand zum Ende des Geschäftsjahres 2019 aus folgenden Mitgliedern: Tuomo J. Hatakka (Vorsitzender), Gabriele Ehrlich (Arbeitsdirektorin), Ulf Stockmeier (Arbeitsdirektor) und Axel Pinkert (Finanzen).
Das Tochterunternehmen Vattenfall Wasserkraft GmbH verzeichnete in den Jahren 2016 und 2017 einen Verlust von 55 Millionen Euro. Grund war vor allem die Einstufung der Pumpspeicherwerke als Letztverbraucher. Damit sind für den bezogenen Strom die volle EEG-Umlage sowie die entsprechenden Steuern zu zahlen. Auch die Konkurrenz durch den Verkauf des mittels Photovoltaik erzeugten Stromes vor allem in den Mittagsspitzen reduziert die Wirtschaftlichkeit der Pumpspeicherwerke.

## Stromzusammensetzung
Vattenfall tritt sowohl als Stromerzeuger als auch Stromlieferant am Markt auf. Vattenfall verkauft den selbst produzierten Strom über das eigene Handelshaus in Hamburg (Vattenfall Energy Trading GmbH als 100-prozentige Tochtergesellschaft der Vattenfall GmbH). Da das Vertriebsgeschäft unabhängig vom Erzeugungsgeschäft betrieben wird, muss Vattenfall Strommengen im Stromhandel zukaufen, um seinen Lieferverpflichtungen nachzukommen. Die dadurch entstehenden Stromabsatzmengen und Stromerzeugungsmengen stellten sich für das Jahr 2020 für Vattenfall in Deutschland wie folgt dar:
| Strombeschaffung        | TWh  | Stromvertrieb                    | TWh  |
| ----------------------- | ---- | -------------------------------- | ---- |
| Stromerzeugung          | 14,5 | Stromverkauf an Vertriebskunden  | 9,8  |
| Strombezug              | 40,1 | Stromverkauf am Großhandelsmarkt | 18,0 |
|                         |      | Sonstige Stromlieferungen        | 26,8 |
| Strombeschaffung gesamt | 54,6 | Stromverkauf gesamt              | 54,6 |

Im Stromvertrieb sind bereits die Aktivitäten Vattenfalls in Frankreich inkludiert. Insgesamt verkaufte Vattenfall in Deutschland 14 TWh im Bereich Wärme und 12,4 TWh im Gasgeschäft.
Der Strommix der eigenen Erzeugungsanlagen stellt sich für die Jahre 2010 bis 2020 wie folgt dar:
|                       | 2010     | 2011     | 2014     | 2015     | 2016**   | 2017     | 2019     | 2020     |
| --------------------- | -------- | -------- | -------- | -------- | -------- | -------- | -------- | -------- |
| Gesamterzeugung       | 69,0 TWh | 66,3 TWh | 70,4 TWh | 74,5 TWh | 20,6 TWh | 22,0 TWh | 17,3 TWh | 14,5 TWh |
| Kernenergie           | 0,0 %    | 0,0 % *  | 0,0 %    | 0,0 %    | 0,0 %    | 0,0 %    | 0,0 %    | 0,0 %    |
| fossile Energieträger | 94,49 %  | 95,48 %  | 93,6 %   | 92,88 %  | 78,15 %  | 75,45 %  | 64,37 %  | 55,17 %  |
| Sonstige Kraftwerke   | 5,51 %   | 4,52 %   | 6,4 %    | 7,11 %   | 21,85 %  | 24,55 %  | 35,63 %  | 44,83 %  |
| - davon Wind          |          |          |          |          | 1,5 TWh  | 2,5 TWh  | 2,7 TWh  | 2,5 TWh  |
| - davon Wasserkraft   |          |          |          |          | 2,5 TWh  | 2,8 TWh  | 3,3 TWh  | 3,8 TWh  |
| - davon Biomasse      |          |          |          |          | 0,5 TWh  | 0,2 TWh  | 0,2 TWh  | 0,2 TWh  |

* Die AKW Krümmel und Brunsbüttel wurden aufgrund des Beschlusses der Bundesregierung über den Ausstieg aus der Kernenergie in Deutschland abgeschaltet.
** Die Reduzierung ergibt sich aus dem Verkauf der Lausitzer Braunkohlekraftwerke an die tschechische EPH/LEAG
Die Tabelle stellt nur die erzeugten Strommengen dar, nicht aber den an den Endkunden gelieferten Energiemix.

## Kohleverstromung
Als Betreiber von Braunkohletagebauen und Kohlekraftwerken, die beim Unternehmen einen verhältnismäßig großen Teil des Strommixes lieferten, stand Vattenfall immer wieder im Zentrum gesellschaftlicher Diskussion. So gab es Konflikte mit Bewohnern umgesiedelter Dörfer (z. B. Horno). Eine langwierige Auseinandersetzung betraf die ökologisch wertvolle Lakomaer Teichlandschaft (FFH-Gebiet) und das Dorf Lakoma, die dem von Vattenfall betriebenen Tagebau Cottbus-Nord schließlich weichen mussten.
Gegen die drei von Vattenfall neu geplanten Tagebaue Jänschwalde-Nord, Spremberg-Ost und Bagenz Ost wurde bis Mitte 2008 erfolgreich eine Volksinitiative durchgeführt. Von einem Bündnis mehrerer Umweltverbände wurden von Oktober 2007 bis Mai 2008 in Brandenburg Unterschriften gegen die Pläne Vattenfalls gesammelt. Nach Ablehnung der Initiative durch den brandenburgischen Landtag fand von 10. Oktober 2008 bis zum 9. Februar 2009 ein Volksbegehren statt. Dieses scheiterte jedoch. Von den 80.000 notwendigen Unterschriften wurden nur 25.168 gültige Stimmen bei den Meldeämtern abgegeben.
Die Kohleverstromung steht auch wegen ihrer Treibhauswirkungen in der Kritik. Der Kohlendioxid-Ausstoß des damaligen deutschen Kraftwerkparks von Vattenfall belief sich im Jahr 2012 auf 85 Millionen Tonnen und war damit nur etwas geringer als im Jahre 2010 mit 94 Millionen Tonnen. Im Mai 2016 waren der von Vattenfall betriebene Tagebau Welzow-Süd und das Braunkohlekraftwerk Schwarze Pumpe Ziel der klimaaktivistischen Aktion „Ende Gelände“.
Am 18. April 2016 wurde bekannt, dass Vattenfall seine gesamte Braunkohlensparte in der Lausitz an den tschechischen Konzern Energetický a Průmyslový Holding (EPH) verkauft. Am 30. September 2016 übernahm EPH und ihr Finanzpartner PPF die gesamte Braunkohlensparte (Kraftwerke und Tagebaue) von Vattenfall. Aus der Vattenfall Europe Mining AG wurde die Lausitz Energie Bergbau AG und aus der Vattenfall Europe Generation AG entstand die Lausitz Energie Kraftwerke AG. Beide Unternehmen tragen die Marke LEAG.

## Kernkraftwerke
Vattenfall betreibt in Deutschland zwei Kernkraftwerke: das Kernkraftwerk Krümmel und das Kernkraftwerk Brunsbüttel. Das Unternehmen geriet zeitweise wegen einer Häufung meldepflichtiger Ereignisse in beiden Anlagen in die Kritik.

### Kernkraftwerk Krümmel
Vattenfall stand insbesondere nach dem Trafo-Brand auf dem Gelände des Kernkraftwerks Krümmel am 28. Juni 2007 in der Kritik, sicherheitsrelevante Informationen über den Betrieb ihrer beiden Kernkraftwerke gar nicht bzw. erst spät zu veröffentlichen. Politiker und Naturschutzverbände forderten den Lizenzentzug für das Betreiben von Atomkraftwerken.
Außerdem wurde Vattenfall wegen Anhäufung von Leukämieerkrankungen in der Umgebung kritisiert.

### Kernkraftwerk Brunsbüttel
Auch beim Kernkraftwerk Brunsbüttel traten nach einer Störung am gleichen Tag beim Wiederanfahren meldepflichtige Ereignisse auf, die an das zuständige Ministerium erneut zu spät gemeldet wurden. Das in Schleswig-Holstein für die Reaktorsicherheit zuständige Sozialministerium überprüfte nach diesen Vorfällen die Zuverlässigkeit Vattenfalls als Betreiber von Kernkraftwerken. Es war wegen seiner Informationspolitik selbst kritisiert worden. Im Zuge dieser Vorkommnisse wurde der Chef der deutschen Atom-Sparte, Bruno Thomauske, seines Amtes enthoben, und der Konzernsprecher Johannes Altmeppen trat zurück. Bis auf weiteres übernehme Kraftwerks-Vorstand Reinhardt Hassa die Geschäftsführung von Vattenfall Europe Nuclear Energy (Vene.) Später, am 18. Juli 2007, trat der Vorstandsvorsitzende der Vattenfall Europe, Klaus Rauscher, zurück. Das Unternehmen verlor im Jahr 2007 – größtenteils durch diese Vorfälle – fast 200.000 Kunden.

## Lobbyismus
Im Koalitionsvertrag der Bundesregierung aus CDU und SPD im Kabinett Merkel III von 2013 bis 2017 steht: „Die konventionellen Kraftwerke (Braunkohle, Steinkohle, Gas) als Teil des nationalen Energiemixes sind auf absehbare Zeit unverzichtbar.“ Der Satz wurde von Ulrich Freese, Gewerkschafter (IG BCE) und Abgeordneter des Deutschen Bundestages für die SPD, in den Koalitionsvertrag eingebracht. Freese war Mitglied des Aufsichtsrats von Vattenfall Deutschland und wird in Medienberichten als Lobbyist der Kohleindustrie bezeichnet.

## Standorte und Anlagen in Deutschland

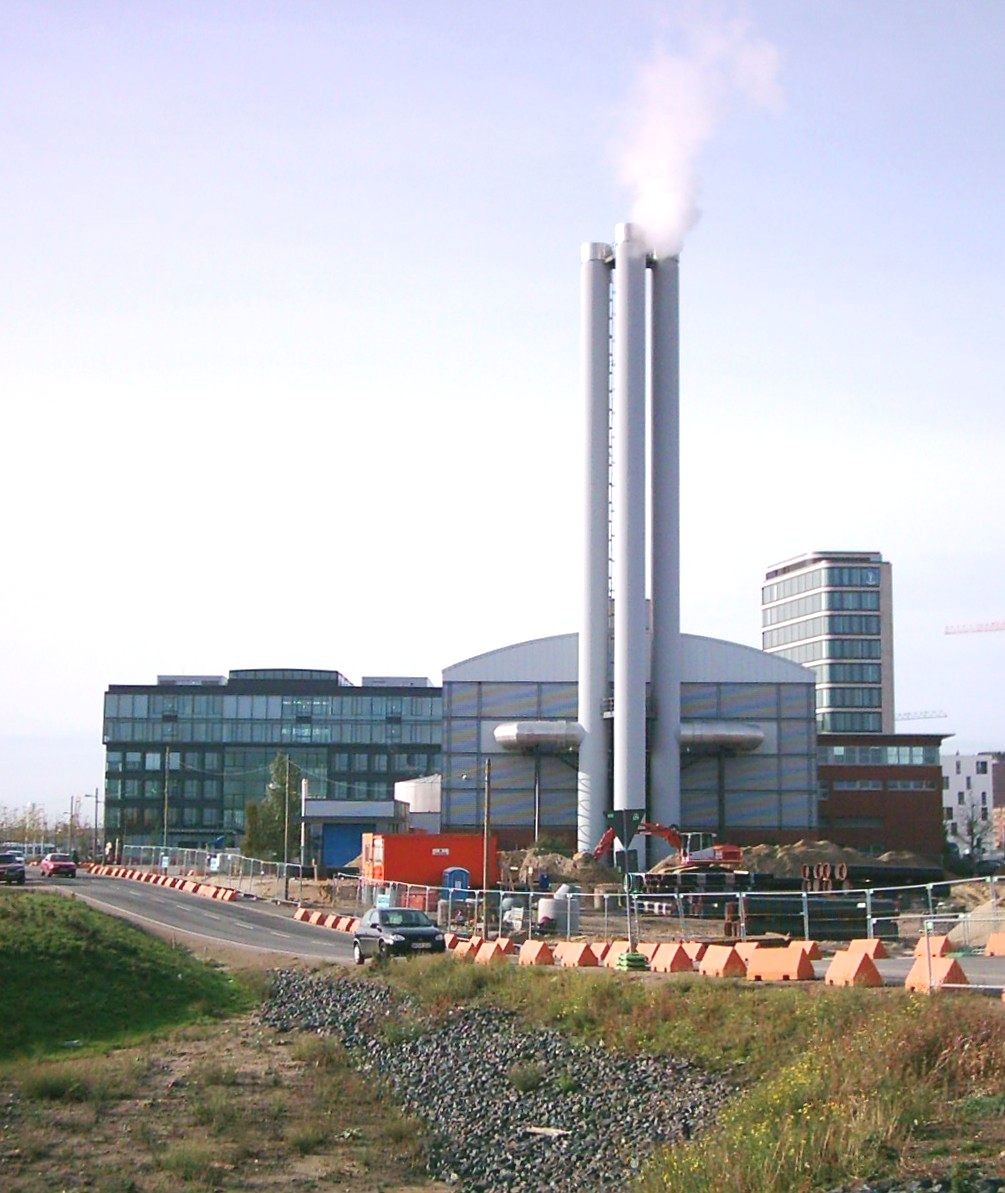
Heizwerk Hamburg-HafenCity, Quartier Am Sandtorpark/Grasbrook (ehemals betrieben von Vattenfall Wärme Hamburg GmbH)

### Standorte
- Hamburg (4 Ladenlokale, Vattenfall Europe Business Services, Vattenfall Europe Kundenservice, Vattenfall Europe Information Services (IT-Dienstleister), Vattenfall Europe Sales GmbH,[47] Vattenfall Europe Nuclear Energy, Vattenfall Energy Trading GmbH (Direktvermarkter)[48], Vattenfall Europe Innovation GmbH (Photovoltaik, Batteriespeicher, E-Bikes)[47])
- Berlin (3 Ladenlokale, Vattenfall-Deutschlandzentrale, Vattenfall Europe Netcom (Telekommunikation), Vattenfall Europe Information Services (IT-Dienstleister), Stromnetz Berlin GmbH (Verteilnetzbetreiber, 2016 Verschmelzung der Stromnetz Berlin mit der Vattenfall Europe Netzservice GmbH und der Vattenfall Europe Metering GmbH)[49], Vattenfall Europe Netzservice Berlin, TVF Altwert (Flächenrecycling), Vattenfall Smarter Living GmbH, Vattenfall Real Estate Energy Sales GmbH[47])

### Kraftwerke

#### Aktive Anlagen
- Pumpspeicherwerke
  - Bleiloch
  - Geesthacht
  - Goldisthal
  - Hohenwarte
  - Markersbach
  - Wendefurth
- Speicherkraftwerk
  - Wisenta
- Laufwasserkraftwerke
  - Burgkhammer
  - Eichicht
- Geothermiekraftwerk
  - Neustadt-Glewe
- Offshore-Windparks in der Nordsee
  - alpha ventus (26,25 % Vattenfall)
  - DanTysk (51 % Vattenfall, 49 % Stadtwerke München)
  - Sandbank (51 % Vattenfall, 49 % Stadtwerke München)

#### Anlagen in Planung bzw. Bau
- Erdgas- und Biomassekraftwerk Klingenberg

#### Stillgelegte Anlagen
- Kernkraftwerk Stade (33,3 % Vattenfall, 66,7 % Preussenelektra)
- Kernkraftwerk Brunsbüttel (66,7 % Vattenfall, 33,3 % PreussenElektra)
- Gasturbinenkraftwerk Brunsbüttel
- Kernkraftwerk Brokdorf (20 % Vattenfall, 80 % Preussenelektra)
- Kernkraftwerk Krümmel (50 % Vattenfall, 50 % PreussenElektra)
- Gaskraftwerk Moorburg
- Gasturbinenkraftwerk Moorburg
- Kohlekraftwerk Moorburg
- Pumpspeicherwerk Niederwartha